# チャマルティン駅
マドリード・チャマルティン鉄道駅（西:Estación de ferrocarril de Madrid-Chamartín）はスペイン・マドリードチャマルティン区にある鉄道駅、及びマドリード地下鉄の地下鉄駅。

## 概要
マドリードからイベリア半島北西部のサラマンカ・イルン方面へ向かう次の3本の幹線の起点となっている；
- 080号線 ：バリャドリッド方面の高速線
- 100号線（スペイン語版）（帝国線 (Línea Imperial) もしくは北本線 (Línea General del Norte) ）:マドリード - アビラ - バリャドリッド - ブルゴス - ミランダ・デ・エブロ - ビトリア＝ガステイス - サン・セバスティアン - イルン
- 102号線（スペイン語版）　（ブルゴス直通線 (directo de Burgos)） :マドリード - ブルゴス
- 200号線（スペイン語版）：マドリード - バルセロナ

また、マドリード周辺の連絡線を経由して北東部へ向かう列車 (一部の中距離列車 (Media Distancia)・エストレージャ (Tren Estrella))やアトーチャ駅まで続く市内を南北に縦貫するトンネルを経由して南方へ向かう列車 (一部の中距離列車・アルタリア (Altaria)・タルゴ (Talgo)) もある。
エレベーター・駐車場・案内所・カフェテリアが設置されており、地下鉄（1号線・10号線）やバスとも接続している。駅番号は17000、管理区分はU.N. Estacionesである。

### 中距離列車
- R-1 (レヒオナル (普通)): マドリード＝チャマルティン - アビラ[1]
- R-2 (レヒオナル): マドリード＝チャマルティン - セゴビア[1]
- Avant: マドリード＝チャマルティン - セゴビア＝ギオマール[2]
- R-3 (レヒオナル): マドリード＝チャマルティン - ソリア
- R-4 (レヒオナル): マドリード＝チャマルティン - アルコス・デ・ハロン - サラゴサ
- R-7 (レヒオナル・エクスプレス): マドリード＝チャマルティン - アルカサル・デ・サン・フアン - アルバセーテ
- R-8 (レヒオナル・エクスプレス/R-598): マドリード＝チャマルティン/マドリード＝プエルタ・デ・アトーチャ - ハエン
- R-20 (TRD): マドリード＝チャマルティン - サラマンカ
- R-22 (レヒオナル): マドリード＝チャマルティン - バリャドリッド
- R-22+R-23 (レヒオナル・エクスプレス): マドリード＝チャマルティン - レオン
- R-22+R-26 (レヒオナル): マドリード＝チャマルティン - サンタンデール
- R-22+R-27 (レヒオナル・エクスプレス): マドリード＝チャマルティン - ビトリア＝ガステイス
- R-22+R-29 (レヒオナル): マドリード＝チャマルティン - ポンフェラーダ

### 長距離列車・高速鉄道
2007年12月23日にマドリード・バリャドリッド高速鉄道線が開業した事により、発着列車に変化が生じ、高速鉄道の列車が発着するようになった。   
| 種別           | 行先                                                                    | 途中駅 |
| -------------- | ----------------------------------------------------------------------- | --- |
| AVE            | バリャドリッド＝カンポ・グランデ                                        | セゴビア＝ギオマール |
| アルタリア     | アリカンテ＝テルミナル                                                  | マドリード＝アトーチャ・セルカニアス - アルカサル・デ・サン・フアン - アルバセーテ - アルマンサ - ビリェナ - エルダ・ペトレル |
| アルタリア     | ムルシア・デル・カルメン                                                | アトーチャ・セルカニアス - アルカサル・デ・サン・フアン - ビジャロブレード - アルバセーテ - エリン - カラスパラ - シエサ |
| アルタリア     | カルタヘナ                                                              | マドリード＝アトーチャ・セルカニアス - アルカサル・デ・サン・フアン - ビジャロブレード - アルバセーテ - エリン - カラスパラ - シエサ - ムルシア・デル・カルメン - バルシカス・マル・メノル - トレパチェコ |
| インターシティ | アンダイエ                                                              | ビジャルバ - アビラ - メディーナ・デル・カンポ - バリャドリッド＝カンポ・グランデ - ブルゴス - ミランダ・デ・エブロ - ビトリア - アルサスア - スマラガ - ベアサイン - トロサ - サン・セバスティアン北駅 - イルン |
| アルビア       | ヒホン・セルカニアス                                                    | セゴビア・ギオマール - バリャドリッド＝カンポ・グランデ - パレンシア - サアグン - レオン - ポラ・デ・レナ - ミエレス・プエンテ - オビエド - ヒホン・ホベジャーノス |
| アルビア       | サンタンデール                                                          | セゴビア・ギオマール - バリャドリッド＝カンポ・グランデ - パレンシア - アギラル・デ・カンポー - レイノーサ - トレラベーガ |
| アルビア       | ビルバオ＝アバンド                                                      | セゴビア・ギオマール - バリャドリッド＝カンポ・グランデ - ブルゴス |
| アルビア       | アンダイエ                                                              | セゴビア・ギオマール - バリャドリッド＝カンポ・グランデ - ブルゴス - ミランダ・デ・エブロ - ビトリア - アルサスア - サン・セバスティアン北駅 - イルン |
| アルビア       | アリカンテ＝テルミナル                                                  | マドリード＝アトーチャ・セルカニアス - アルカサル・デ・サン・フアン - アルバセーテ - アルマンサ - ビリェナ - エルダ・ペトレル |
| タルゴ         | ア・コルーニャ＝サン・クリストーバル                                    | セゴビア・ギオマール - メディーナ・デル・カンポ - サモーラ - プエブラ・デ・サナブリア - ア・グディーニャ - オウレンセ＝エンパルメ - オ・カルバジーニョ - サンティアゴ・デ・コンポステーラ |
| タルゴ         | ポンテベドラ                                                            | セゴビア・ギオマール - メディーナ・デル・カンポ - サモーラ - プエブラ・デ・サナブリア - ア・グディーニャ - オウレンセ＝エンパルメ - レドンデーラ - ビーゴ |
| タルゴ         | ア・コルーニャ＝サン・クリストーバル                                    | ビリャルバ - アビラ - メディーナ・デル・カンポ - サモーラ - プエブラ・デ・サナブリア - ア・グディーニャ - オウレンセ＝エンパルメ - オ・カルバジーニョ - サンティアゴ・デ・コンポステーラ |
| タルゴ         | ポンテベドラ                                                            | ビジャルバ - アビラ - メディーナ・デル・カンポ - サモラ - プエブラ・デ・サナブリア - ア・グディーニャ - オウレンセ＝エンパルメ - レドンデーラ - ビーゴ |
| タルゴ         | ビルバオ・アバンド                                                      | アランダ・デ・ドゥエロ・モンテシロ - ブルゴス - ミランダ・デ・エブロ - ジョディオ |
| タルゴ         | アルメリア                                                              | マドリード＝アトーチャ・セルカニアス - アルカサル・デ・サン・フアン - マンサナーレス - ビルチェス - リナーレス＝バエサ - ホダール・ウベダ - グアディクス |
| エストレーラ   | アトランティコ Atlántico フェロール                                     | アビラ - メディーナ・デル・カンポ - バリャドリッド・カンポ・グランデ - ベンタ・デ・バーニョス - パレンシア - サアグン - レオン - ベゲリナ - アストルガ - ポンフェラーダ - オ・バルコ・デ・バルデオーラス - ア・ルーア・ペティン - サン・クローディオ・キローガ - モンフォルテ・デ・レモス - サリア - ルーゴ - クルティス - ベタンソス＝インフェスタ - ベタンソス＝シダーデ - ポンテデウメ |
| エストレーラ   | コスタ・ブラバ Costa Brava セルベーレ                                   | アルカラ・デ・エナーレス - グアダラハーラ - シグエンサ - アルコス・デ・ハロン - カラタユー - ラ・プエブラ・デ・イハール - カスペ - フリス - モラ・ラ・ノバ - レウス - タラゴナ - サント・ビセンク・デ・カルデルス - バルセロナ＝サンツ - グラノリェルス・セントレ - カルデス・デ・マラベーリャ - ジローナ - フラカ - フィゲラス - リャンサ - ポルトボウ                                   |
| トレンホテル   | フランシスコ・デ・ゴヤ Francisco de Goya パリ・オステルリッツ           | バリャドリッド＝カンポ・グランデ - ブルゴス - ビトリア - ポワティエ - ブロワ - オルレアン・レ・ゾーブレ |
| トレンホテル   | ルシタニア Lusitania リスボン・サンタ・アポローニャ                     | エントロンカメント - リスボン・オリエンテ |
| トレンホテル   | リアス・ガジェーガス Rías Gallegas ア・コルーニャ＝サン・クリストーバル | アビラ - メディーナ・デル・カンポ - サモーラ - プエブラ・デ・サナブリア - ア・グディーニャ - オウレンセ＝エンパルメ - オ・カルバジーニョ - サンティアゴ・デ・コンポステーラ |
| トレンホテル   | リアス・ガジェーガス Rías Gallegas ポンテベドラ                         | アビラ - メディーナ・デル・カンポ - サモーラ - プエブラ・デ・サナブリア - ア・グディーニャ - オウレンセ＝エンパルメ - ギジャレイ（トゥイ） - オ・ポリーニョ - レドンデーラ - ビーゴ |

## 歴史
チャマルティン駅の起源は、マドリード・ブルゴス間の新線建設により北本線の所要時間を短縮する事と合わせてアトーチャ駅とこの路線を新線によって直接接続するという第二共和政時代の公共事業大臣インダレシオ・プリエトの計画にまで遡る。既に1933年より第一期工事が開始されたが、スペイン内戦によってチャマルティン - ブルゴス間の新線建設は頓挫した。

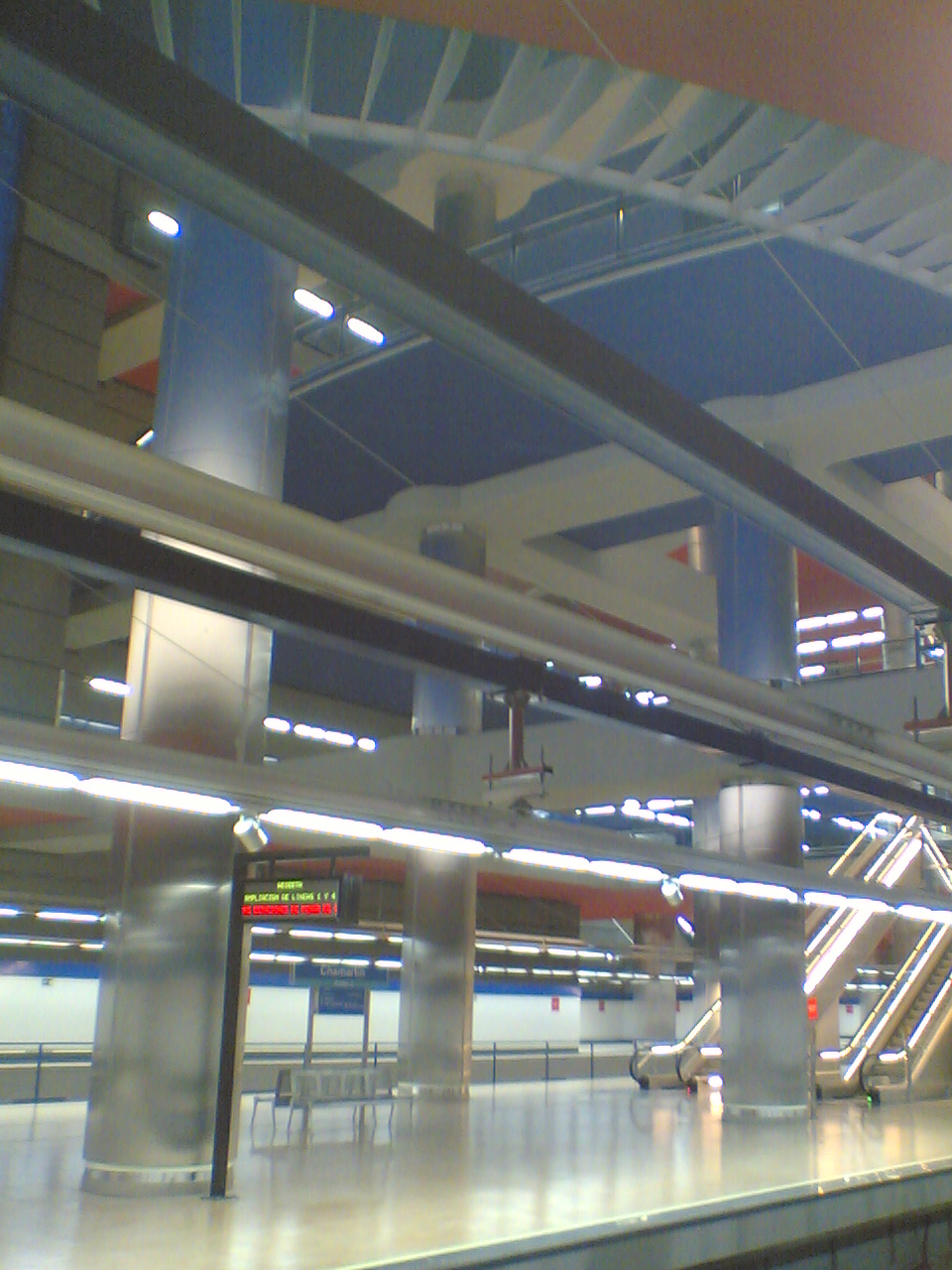
地下鉄チャマルティン駅

1967年、チャマルティン駅は遂に供用が開始された。この開業と共にマドリード・ブルゴス直通線、アトーチャ - チャマルティン間地下線、同線の途中駅レコレトス駅・ヌエボス・ミニステリオス駅、マドリード-サラゴサ線のコスラーダとマドリード - イルン線のラス・マタスを結ぶ連絡線が開業し、内戦によって麻痺した鉄道を再生するプロジェクトは完成した。これによって第二共和政時代からの構想であるマドリード北部を取り囲むように連絡する路線が完成した。
チャマルティン駅の開業に伴って、北駅（Estación del Norte、現在のプリンシペ・ピオ駅）の旅客は徐々に減少し、最終的に北駅からの長距離列車の発着は無くなった。旅客の急増は1番線に並行して建てられた小さな暫定駅舎の容量不足を招き、新しい本駅舎の早期建設を余儀なくされた。現在の駅舎は1970年から1975年に掛けて、建築家アロンソ、コラレス、モレスンと技術者ラファエル・オラクイアガによって設計された。広い商業区画を持ち、現在でも余裕がある。しかしながら、その大きさは10年間の間にスペインの鉄道に適合しなくなってしまっていた。1980年代には鉄道網安定化プロセスが開始された。そこでは多くの路線が廃止され、多くの列車が廃止された。
しかし、チャマルティン駅はマドリードで最大の鉄道駅となった。そこには輝きさえあった。AVEの走る事になるマドリード・セビリア高速鉄道線の開業に向けた駅改修工事により1986年にアトーチャ駅は閉鎖され、再び北駅を発着する事になったガリシア方面への列車を除く全ての中・長距離列車がチャマルティン駅を発着するようになり、マドリードの中央駅となった。しかし、1992年に工事が終わり、新しくプエルタ・デ・アトーチャ駅が開業すると、チャマルティン駅はその役割を奪われ、二番目の駅となった。そして、高速鉄道計画に含まれる事なく、新線が開業するに連れて長距離旅客をアトーチャ駅に奪われた。
しかし、2004年からチャマルティン駅は再びスペインの鉄道の表舞台に返り咲く変化の過程にあった。
その最初の表れは2007年12月23日のマドリード - バリャドリッド高速鉄道線の開業と乗り入れであった。この開業に伴い、高速鉄道用の国際標準軌の線路を備えたホームが整備され、さらに古いRENFEのイメージを一新し、ADIFの企業イメージに適合した駅となった。2007年夏には、プエルタ・デル・ソルを経由してアトーチャ駅を結ぶ新しいトンネルの開業に伴い南方面の経路の一部をそちらへ接続する工事が行われた。この2本目の路線は2008年7月9日に営業を開始した。
2011年9月には、セルカニアスのマドリード＝バラハス空港第四ターミナル（T4）への乗り入れが開始されている。

### 将来
以下は入札の公式発表は無いものの、プロジェクトに挙がっている。
- チャマルティン計画の前進を前提とした、駅全体の全面的改良工事。
- アメリカ通りを通るバス向けの新しいバスターミナルの建設。

また、マドリード大都市圏の交通結節点としてふさわしい駅となるよう、地下鉄駅においては将来の新路線を想定した空間が確保されている。

## 駅構造

### レンフェ（アディフ）

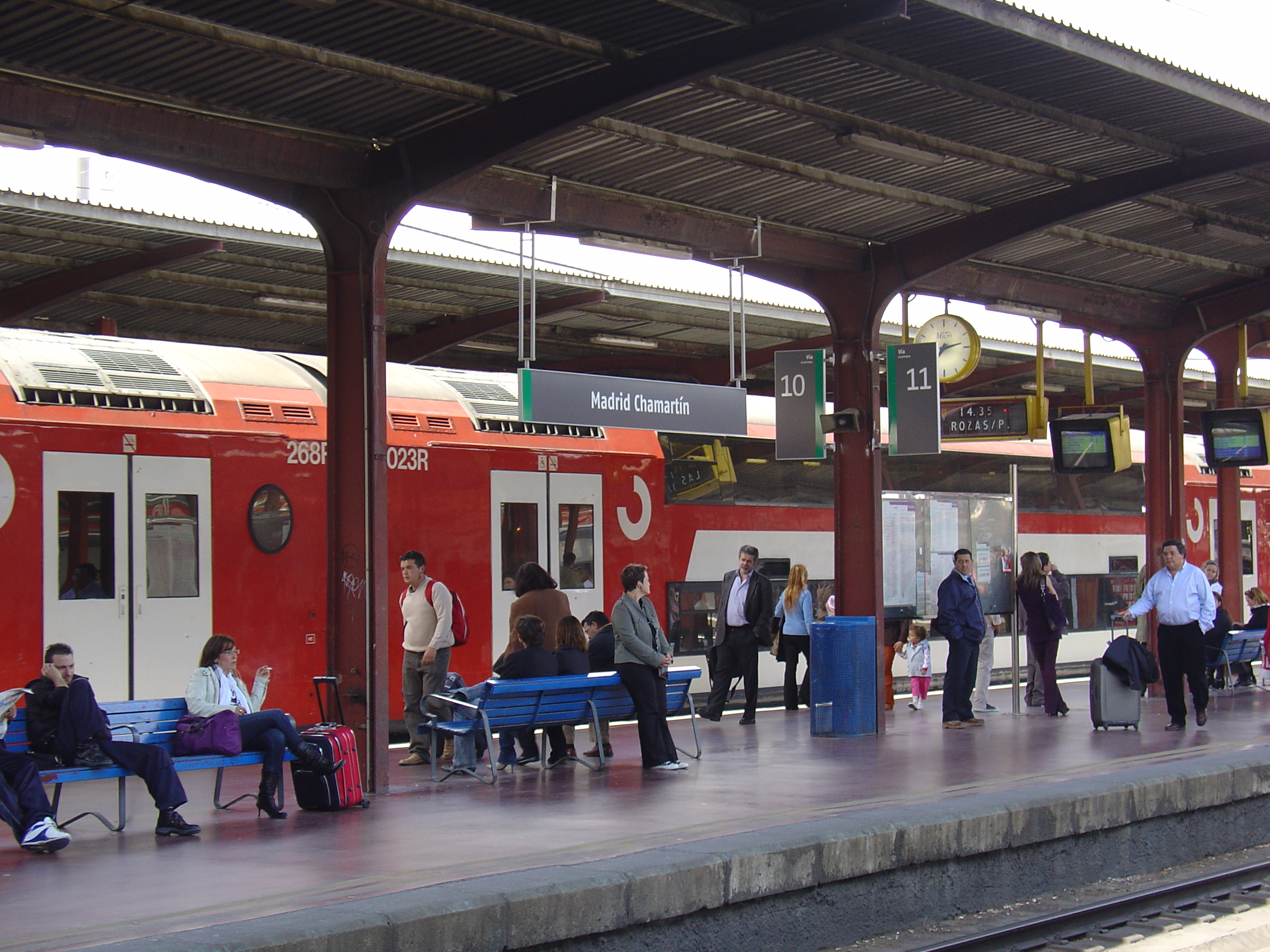
10・11番線

#### のりば
チャマルティン駅には東から西に数えて21本の発着線がある。これらは主に以下のように利用されている。
| 番線  | 種別・路線 > 行先 |
| ----- | --- |
| 1     | 長距離列車 |
| 2     | C-4 > パルラ |
| 3     | C-3 > アランフェス |
| 4     | C-4 > アルコベンダス/サン・セバスティアン・デ・ロス・レイエス/コルメナル・ビエホ |
| 5     | C-3 > エル・エスコリアル |
| 6-7   | 長距離列車 / 中距離列車 |
| 8-9   | C-2 > アルカラ・デ・エナーレス/グアダラハーラ C-7 > アルカラ・デ・エナーレス C-7 > アトーチャ - プリンシペ・ピオ - ... C-10 > アトーチャ - プリンシペ・ピオ - ビジャルバ C-1 > アトーチャ - プリンシペ・ピオ |
| 10    | C-7 > プリンシペ・ピオ - ... C-8 > エル・エスコリアル/セルセディージャ |
| 11    | C-7 > ラス・ロサス・デ・マドリード - プリンシペ・ピオ -... C-10 > ピティス C-1 > バラハス空港（ターミナル4）                                                                                                 |
| 12-15 | 長距離列車 / 中距離列車 |
| 16-21 | 長距離列車 (標準軌・UIC規格) |

当面の間、16番線-21番線が標準軌となっている、しかし、15番線も標準軌への改軌が考慮されている。

### マドリード地下鉄
チャマルティン駅 (西:Chamartín) はチャマルティン地区のチャマルティン鉄道駅地下に位置するマドリード地下鉄の駅。1号線と10号線が乗り入れている。2007年より広いコンコースを持つ4階層構造となっている。さらに11号線が乗り入れる計画になっている。
10号線のホームは1982年6月10日に旧8号線の開業に伴いそのホームとして使用が開始された。その状態が1998年1月8日まで続き、その後2004年から2006年にかけては変化があり、2007年3月30日金曜日に1号線のホームが供用開始された。
コンコースは改札口の先でそれぞれのホームに行く為の線路下を通る地下道につながっており、他方では鉄道駅の入口と繁華街へも繋がっている。エレベーター・駐車場・案内所がある。
Aゾーン（運賃区）に属している。

## 駅周辺
- ユニセフスペイン支部
- スペイン貿易投資庁（スペイン語版、英語版）
- クアトロ・トーレス・ビジネス・エリア - チャマルティン駅近くのビジネスパーク
- バルセロ イマジン - 5つ星ホテル

## 路線バス
| 路線 | 行先                                                                                     | 事業者       |
| ---- | ---------------------------------------------------------------------------------------- | ------------ |
| 5    | プエルタ・デル・ソル                                                                     | EMT          |
| 80   | プラサ・デ・カスティーリャ                                                               | EMT          |
| 152A | サン・セバスティアン・デ・ロス・レイエス (フエンカラル経由)                              | インテルブス |
| 154A | サン・セバスティアン・デ・ロス・レイエス - ローサ・デ・ルクセンブルゴ (フエンカラル経由) | インテルブス |
| 815  | アルコルコン                                                                             | リョレンテ   |
| L10  | フエンカラル駅 クアトロ・ビエントス駅                                                    | EMT          |

## 隣の駅
セルカニアス
| 起終点駅                                                                    | < 前駅・次駅       | 路線 | 前駅・次駅 >                                    | 起終点駅                              |
| --------------------------------------------------------------------------- | ------------------ | ---- | ----------------------------------------------- | ------------------------------------- |
| C-8線直通 起終点                                                            | C-8線直通 起終点   | C-2  | ヌエボス・ミニステリオス トレホン・デ・アルドス | グアダラハーラ アルカラ・デ・エナレス |
| 起終点                                                                      | 起終点             | C-3  | ヌエボス・ミニステリオス                        | アランフェス                          |
| アルコベンダス・サン・セバスティアン・デ・ロス・レイエス コルメナル・ビエホ | フエンカラル       | C-4  | ヌエボス・ミニステリオス                        | パルラ                                |
| プリンシペ・ピオ                                                            | ラモン・イ・カハル | C-7  | ヌエボス・ミニステリオス                        | アルカラ・デ・エナレス                |
| エル・エスコリアル セルセディーリャ                                         | ラモン・イ・カハル | C-8  | ヌエボス・ミニステリオス                        | C-2線直通                             |
| ピティス                                                                    | ラモン・イ・カハル | C-10 | ヌエボス・ミニステリオス                        | ビリャルバ                            |

マドリード地下鉄
| << 起終点                          | < 隣駅     | 路線   | 隣駅 >                     | 起終点 >>              |
| ---------------------------------- | ---------- | ------ | -------------------------- | ---------------------- |
| ピナール・デ・チャマルティン       | バンブー   | 1号線  | プラサ・デ・カスティーリャ | バルデカロス           |
| オスピタル・インファンタ・ソフィア | バゴーニャ | 10号線 | プラサ・デ・カスティーリャ | プエルタ・デル・スール |